# Тройчаны (Любанский район)
Тройчаны — деревня в Любанского района Минской области Республики Беларусь.
Расположен в 20 км от Любаня. Население около 30 жителей. Входит в состав Осовецкого сельского Совета.